# Ágota Sebő
Ágota Sebő   (Budapest, 7 de maig de 1934) és una nedadora hongaresa, especialista en estil lliure, que va competir durant les dècades de 1940 i 1950.
En el seu palmarès destaquen dues medalles d'or al Campionat d'Europa de natació de 1954, en els 400 i 4x100 metres lliures, dues medalles de plata a les Universíades i vuit campionats nacionals. Un cop retirada exercí d'entrenadora.